# Celestino Alfonso
Celestino Alfonso (ur. 1 maja 1916 w Ituero de Azaba (Hiszpania), zm. 21 lutego 1944 w Suresnes) – uczestnik hiszpańskiej wojny domowej i francuskiego ruchu oporu, komunista, bojownik grupy Manukiana.

## Przed wojną
Przybył do Francji na początku lat 30. Pracował jako stolarz. W 1934 wstąpił do młodzieżówki Francuskiej Partii Komunistycznej, gdzie przewodził komórce partyjnej w Ivry-sur-Seine. W 1936 wyjechał do Hiszpanii, gdzie wstąpił do Brygad Międzynarodowych, gdzie służył w obsłudze karabinu maszynowego i dosłużył się stopnia porucznika. W 1937 został raniony w prawą rękę i musiał zrezygnować z udziału w walce. Wrócił do Brygad jako komisarz polityczny w stopniu kapitana. W 1938 wrócił do Francji, gdzie znalazł się w obozie w Saint-Cyprien, skąd uciekł.

## II wojna światowa
W maju 1942 przyłączył się do ruchu oporu, wstępując do organizowanych przez komunistów jednostek dla imigrantów FTP-MOI. Szybko został aresztowany i wywieziony do Niemiec, skąd uciekł po pół roku. Wróciwszy nielegalnie do Paryża, na nowo zaangażował się w działania jednostek militarnych. Jako członek grupy Manukiana brał udział w zorganizowanej przez partyzantów egzekucji generała von Schaumburga, a następnie Juliusa Rittera.
Został aresztowany w październiku 1943, skazany na śmierć przez hitlerowski sąd wojskowy i rozstrzelany w forcie Mont Valérien. Hitlerowcy zorganizowali przy tej okazji ogromną kampanię propagandową, rozwieszając na ulicach miast piętnaście tysięcy "czerwonych afiszy" (fr. affiches rouges) zawierających fotografie Manukiana i jego towarzyszy-imigrantów przedstawionych jako kryminalistów zagranicznych udających bojowników o wolność Francji.